# North Valley
North Valley statisztikai település az USA Új-Mexikó államában, Bernalillo megyében. Lakosainak száma 11 149 fő (2020. április 1.).

## Népesség
A település népességének változása:

| 2010 | 11 333 |
| 2020 | 11 149 |